# Михайлівка (притока Случі)
Миха́йлівка — річка в Україні, у межах Сарненського району Рівненської області. Ліва притока Случі (басейн Прип'яті).

## Опис
Довжина 23 км[уточнити: ком.], площа басейну 128 км². Річище майже на всій протяжності випрямлене і перетворене на магістральний канал осушувальної системи. Заплава заболочена, широка. Похил річки 0,53 м/км.

## Розташування
Михайлівка бере початок з болотного масиву за 4 км на схід від села Тутовичі. Тече переважно на північний схід. Впадає до Случі на північ від села Стрільська.